# Hermann Lindner (Maler)
Hermann Lindner (* 11. Juli 1934 in Leipzig; † 9. November 2000 in Stralsund) war ein deutscher Maler und Grafiker. Seine selbstgesetzte Aufgabe formulierte er kurz vor seinem Tode mit der „Überwindung des Naturalistischen zur Form hin“.

## Leben
Aufgewachsen in Stralsund, absolvierte er zunächst eine Malerlehre im väterlichen Betrieb mit anschließendem Meisterabschluss. 1953 ging er an die Fachschule für angewandte Kunst Heiligendamm und 1956 von dort weiter an die Kunstakademie Stuttgart. Sein entscheidender Lehrer wurde der Maler Manfred Henninger. Neben dessen Arbeitsweise aus dem Naturerleben heraus, beschäftigte er sich mit den Konzepten Willi Baumeisters, die ihn zu einer intensiven Auseinandersetzung mit den elementaren Mitteln der Kunst führten. Anreger wurden außerdem vor allem die großen Franzosen des Jahrhunderts: Paul Cézanne, Henri Matisse, Georges Braque und Pablo Picasso. Als Student musste er bereits 1957 wegen des plötzlichen Todes des Vaters auf Wunsch der Familie das Malergeschäft übernehmen. Der Versuch, vier Jahre später die Studien fortzusetzen scheiterte, nachdem er gemeinsam mit seiner späteren Frau bei einem Fluchtversuch an der innerdeutschen Grenze festgenommen worden war. Es folgten zwei Jahre Haft im Gefängnis der Staatssicherheit in Magdeburg, dann die Rückkehr nach Stralsund und der Entzug der Gewerbeerlaubnis. 1964 heiratete er Gerlind Lange. Es gelang ihm, die Aufnahme in den Verband Bildender Künstler der DDR, Grundlage einer freiberuflichen Existenz als Maler und Grafiker in der DDR, zu erreichen. Nach der Geburt zweier Söhne hielt er die Familie mit Restaurierungsarbeiten finanziell über Wasser.
1976 nahm er an einem Pleinair in Bulgarien teil und entwickelte vor der Natur seine expressive, dabei zugleich stark reduzierende Formensprache, die er bis zum Lebensende weiter entwickelte. Seit 1980 erhielt er immer wieder Aufträge für Glasfenstergestaltungen.
1989, mitten in der euphorisch erlebten Wende, starb die Ehefrau. Nach verschiedenen Reisen in ganz Europa begann er Anfang der 1990er Jahre sein altes Bürgerhaus zu einem Haus der Kunst umzubauen. Die „HanseGalerie“ zog ein. Die Vorhaben wurden jedoch durch schwere Krankheiten unterbrochen. 1998 musste er sich einer Herztransplantation unterziehen. Einen letzten Auftrag, die großen Bildtafeln zu den Vier Jahreszeiten, konnte er kurz vor seinem Tod noch fertigstellen.
Sein Sohn Mathias Lindner (* 1965) ist seit 2003 Direktor der Neuen Sächsischen Galerie in Chemnitz.

## Werke
Das Werkverzeichnis zwischen 1955 und 2000 umfasst ca. 1200 Gemälde, Grafiken und Zeichnungen. Dazu kommen Arbeiten im öffentlichen Raum: großformatige Wandmalereien in Stralsund, Rostock und Grimmen, Glasfenster in einem Jugendzentrum in Stralsund und in Kirchen in Torgelow, Krummin, Peenemünde, Calberlah und Dörverden.

## Ausstellungen (unvollständig)

### Einzelausstellungen
- 1978: Kunsthalle Rostock (Katalogheft)
- 1983: Galerie am Sachsenplatz, Leipzig (mit ONH)
- 1985: Kulturhistorisches Museum Stralsund (Katalogheft)
- 1988: Galerie Unter den Linden, Berlin
- 1990: Bundesbahndirektion, Hannover
- 1990: Schloss Bevern, Holzminden (Faltblatt)
- 1992: Ausstellungszentrum der Universität, Greifswald (Katalog)
- 1993: Galerie Wolnin, Dortmund
- 1993: Kunstsammlungen Zwickau
- 1995: Kulturhistorisches Museum Stralsund
- 2001: Kunsthalle Rostock (Katalog)
- 2002: Kulturhistorisches Museum Stralsund
- 2014: Hanse Galerie Stralsund

### Ausstellungsbeteiligungen
- 1972, 1974, 1979 und 1984: Bezirkskunstausstellungen Rostock

- 2012: Schaffens(t)räume. Atelierbilder und Künstlermythen in der ostdeutschen Kunst. Kunstsammlung Gera, Ausstellung 20. Oktober 2012–3. Februar 2013, Katalog.
- 2017: gezeichnet. Neue Sächsische Galerie Chemnitz, Ausstellung 27. Juni – 24. September 2017
- 2018: Kunst-Wasser-Werk Schwerin, gemeinsam mit Manfred Kastner und Jan Jastram
- 2020: aquarell. Eine künstlerische Technik großer Traditionen und des Niedergangs im Kitsch der Dilettanten kehrt zurück. Neue Sächsische Galerie Chemnitz, Ausstellung 7. April – 6. September 2020